# Filippo Maria Mignanti
Filippo Maria Mignanti (Tolfa, 23 agosto 1810 – Roma, 30 ottobre 1867) è stato un abate, storico e religioso italiano.

## Biografia
Figlio di Giuseppe Mignanti e Anna Corradi
Studiò presso le scuole superiori di Roncilione,
collegio gestito dai padri dottrinali del Beato Cesare De Bus.
Fu ordinato sacerdote e prestò la sua opera prima a Tolfa e successivamente dal 1834 come Arciprete della Frazione di Rota.
Dal 1844 si trasferì a Roma dove fu precettore di Urbano Sacchetti e Camillo Sacchetti figli del Marchese Girolamo Sacchetti, Foriere Maggiore dei Sacri Palazzi Apostolici.
Durante questo periodo scrisse alcuni testi frutto di ricerche d'archivio, le monografie sulla Chiesa di S.Maria di Cibona e sull'Eremo delle Grazie, due santuari di Tolfa. Scrisse anche la storia della Chiesa della Madonna della Sughera, rimasta inedita.
Appartenne all'Accademia dell'Arcadia. 
Entrò nel capitolo vaticano il 3 aprile 1859 come coadiutore di monsignor Tommaso Azzocchi, come proprietario prese possesso della prebenda il primo febbraio 1863.
L'opera principale del F. Maria Mignanti s'intitola Istoria del la sacrosanta patriarcale Basilica Vaticana, dalla sua fondazione sino al presente pubblicato nel marzo 1867 in due volumi.